# Sappho Patera
Sappho Patera est la caldeira d'Irnini Mons, un volcan, située sur la planète Vénus par 14,1° N et 16,5° E, dans le segment central d'Eistla Regio, juste au nord nord-est d'Anala Mons, un autre volcan, et au sud de Bereghinya Planitia.

## Ambiguïtépatera/corona
L'édifice volcanique d'Irnini Mons a une hauteur de 1 750 m pour un diamètre de 525 km, au centre duquel se trouve cette énorme caldeira de 225 km de diamètre.
Compte tenu de la dimension relative de la caldeira et du volcan, ainsi que du relief général de la région (peu marqué) et de la présence de failles concentriques en périphérie de l'ensemble, il n'est pas exclu que Sappho Patera/Irnini Mons soit en réalité une corona, à l'image de Nehalennia Corona et Libera Corona, qui sont situées de part et d'autre de Sappho.

## Géologie
L'analyse des fractures autour d'Irnini Mons a suggéré que les structures radiales aient été initiées avec l'arrivée de la pression magmatique avant d'être élargies par la chute de cette pression qui aurait également fait apparaître les grabens concentriques ; la relaxation isostatique de ce nouveau relief aurait également induit des plis concentriques tardifs, une fois toute la pression additionnelle retombée.